# Wappen Belizes
Das Wappen von Belize wurde im Jahr 1981 – mit Erreichen der Unabhängigkeit – angenommen.

## Beschreibung
Das Wappen – das sich auch in der Flagge befindet – zeigt einen Schild, der über einer blauen geraden Spitze in Silber und Gold geteilt ist.
1. Im ersten Feld liegen gekreuzt ein Hammer und ein Paddel.
2. Im zweiten Feld sind gekreuzt eine Axt und eine silberne Säge.
3. In der Spitze auf blau-grün-gold tingierten Schildfuß ein nach rechts fahrendes dreimastiges Schiff mit weißen Segeln und Wimpeln an den Masten.

Hinter dem Schild steht ein Mahagonibaum. Der Schild wird von einem durchgehenden grünen Zweig umrankt.
Schildhalter sind links ein Schwarzer mit einem Paddel und rechts ein Kreole mit einer Axt auf der Schulter.
Das Ganze steht auf einem Grasplatz, darunter ein silbernes Spruchband mit dem lateinischen Motto in schwarzen Majuskeln:
Sub Umbra Floreo.
(Im Schatten blühe ich auf.)

## Symbolik
Das Motto entstammt dem alten Kolonialwappen.
Das Wappen zeigt zwei Holzarbeiter mit entsprechenden Werkzeugen, die einen Schild halten, über dem ein Mahagonibaum wächst. Mahagonibaum und Werkzeuge beziehen sich auf die Mahagoni-Industrie, die im 18. und 19. Jahrhundert die wirtschaftliche Grundlage der britischen Kolonie bildete. Das Schiff erinnert an die vom Meer aus erfolgte Besiedlung.
Die Schildhalter drücken die ethnische Vielfalt aus.

## Geschichte
Schon im 19. Jahrhundert hatte die damalige britische Kolonie ein Wappen. König Edward VII. verlieh ihm am 28. Januar 1907 offiziellen Status. Es wurde mehrfach modifiziert und wurde zur Vorlage für das neue Staatswappen, das bei Erlangung der Unabhängigkeit eingeführt wurde.